# Antonio Lauro
Antonio Lauro (Ciudad Bolívar, 3 agosto 1917 – Caracas, 18 aprile 1986) è stato un compositore e chitarrista venezuelano, considerato fra i maggiori compositori per chitarra del XX secolo.

## Biografia
Suo progenitore, Antonio Lauro Ventura, barbiere e musicista, nato a Pizzo Calabro, Italia. Sua madre, Armida Cutroneo, di Maratea una cittadina in provincia di Potenza al sud d'Italia. Fondò e diresse diversi cori in istituti di scuola media tra i quali il liceo Fermìn Toro, il liceo Luis Razetti e la Escuela Normal Gran Colombia. 
Studiò musica a Caracas, nell'Academia de Musica y Declamaciòn, dove fu discepolo di Vicente Emilio Sojo, Juan Bautista Plaza, Savador Llamozas e Raúl Borges che fu suo maestro di chitarra tra il 1930 e il 1940.
Necessitando di fondi per finanziarsi gli studi, accettò lavori di chitarrista nei programmi radiofonici dell'emittente Broadcasting Caracas (l'attuale Radio Caracas Radio). Fece anche parte del coro Lamas, dove faceva, però, le veci del basso. Nel 1935 creò Los Cantores del Tròpico, dove cominciò ad emergere sia come compositore che come arrangiatore, specialmente di composizioni per chitarra. Dal 1940, quando ricevette il titolo di maestro compositore, cominciò a dedicarsi formalmente alla composizione musicale.
Nel 1947, concluse una delle sue prime opere importanti, il poema sinfonico per solista e coro Cantaclaro, ispirato dall'opera omonima di Ròmulo Gallegos.
Subito dopo il colpo di Stato del 24 novembre 1948, fu incarcerato per i suoi legami con alcuni dirigenti del partito Acciòn Democràtica e rimase in esilio per 10 anni (1948-1958).
Antonio Lauro è considerato uno dei principali maestri di chitarra latino-americani, contribuendo ad ampliare definitivamente il repertorio universale di questo strumento.

## Opere

### Composizioni principali
- Seis por derecho, un joropo, sottotitolato al estilo del arpa venezolana (in stile di arpa venezuelana)
- 4 Valses venezolanos (María Carolina, El Marabino, María Luisa, Angostura)
- Suite Venezolana, nei movimenti Registro (Prelude), Danza Negra, Canción, e Vals, scritta durante la sua prigionia nel 1951-52.
- La Tumba
- Armida, dedicato a sua madre Armida.
- El Niño (valzer), dedicato al figlio Leonardo.
- Cuatro Valses Venezolanos (Tatiana, Andreína, Natalia - anche noto come Vals criollo, titolo con il quale venne registrato da Andrés Segovia o Vals No.3, Yacambú)